# Svemirsko dizalo
Svemirsko dizalo je teoretska konstrukcija, koja bi služila za prijevoz materijala, s površine Zemlje (ili nekog drugog planeta) do geostacionarne orbite, ne koristeći raketni pogon. Ima više zamisli kako bi to trebalo izgledati, ali uglavnom svemirsko dizalo bi se sastojalo od dugačkog kabela, postolja, dizala i protuutega. 
Prvi koji je iznio tu zamisao je bio Konstantin Ciolkovski, koji je 1895. predložio izgraditi toranj od Zemljine površine do geostacionarne orbite, visoka 35 786 km, nadahnut novoizgrađenim Eiffelovim tornjem u Parizu. Njegov zamišljeni toranj bi imao tlačno naprezanje, kao i velika većina zgrada i konstrukcija. Od 1959., ideja se mijenja i smatra se da bi konstrukcija trebala imati vlačno naprezanje, s protuutegom koji bi bio izvan geostacionarne orbite. Po toj varijanti kabel bi trebao biti napet kao žica na gitari.
Trenutno nemamo takav materijal kabela koji bi izdržao kritična naprezanja (specifična čvrstoća) za izgradnju svemirskog dizala na Zemlji, ali bi se mogao izgraditi na mjesecu i Marsu. Materijali koji obećavaju da je moguće napraviti takav kabel na Zemlji su ugljikove nanocijevi ili bor nitridne nanocijevi.
Za ljudsku posadu u svemirskom dizalu, najkritičniji bi bio prolaz kroz Van Allenove pojaseve zračenja, gdje bi bila potrebna zaštita od radioaktivnog zračenja.

## Povijest
Prvi koji je iznio tu ideju je bio Konstantin Ciolkovski, koji je 1895. predložio gradnju tornja od površine Zemlje do geostacionarne orbite, visokog 35 786 km, nadahnut novoizgrađenim Eiffelovim tornjem u Parizu. Njegov zamišljeni toranj bio imao tlačno naprezanje, kao i velika većina zgrada i konstrukcija, što je dosta nerealan zadatak. 
Godine 1959. ruski znanstvenik Jurij Arsutanov je iznio ideju koja izgleda ostvarljivija. On je predložio korištenje umjetnog satelita u geostacionarnoj orbiti, s kojeg bi se mogla spustiti struktura prema Zemlji. U isto vrijeme bi se na drugu stranu postavljavao protuuteg, tako da bi centar gravitacije uvijek bio u umjetnom satelitu. Osim toga, predložio je da kabel ne treba biti iste debljine, nego tanji na površini Zemlje i sve deblji prema umjetnom satelitu.

## Fizika svemirskog dizala

### Prividna gravitacijska sila
Svemirsko dizalo bi trebalo kružiti istom brzinom kao i Zemlja. Tijelo u dizalu bi doživjelo dvije suprotne sile, silu gravitacije prema središtu Zemlje i suprotnu centrifugalnu silu. Razlika tih dviju sila se naziva prividna gravitacijska sila, koja se može izračunati:
{\displaystyle g=-G\cdot M/r^{2}+\omega ^{2}\cdot r}, gdje je:
g - prividna gravitacijska sila na polumjeru r (m s-2),
G - gravitacijska konstanta  (6,67428 x 10-11 m3 s-2 g-1)
M - masa Zemlje (kg)
r - udaljenost dizala do centra Zemlje  (m),
ω - Zemlja brzina vrtnje (radijan/s).
Blizu Zemljine površine ubrzanje gravitacijska akceleracija Zemlje g0 na polumjeru r0 iznosi:
{\displaystyle g_{0}=G\cdot M/r_{0}^{2}} (ostale vrijednosti su zanemarive), tako da vrijedi:
{\displaystyle G\cdot M=g_{0}\cdot r_{0}^{2}}, što znači da je vrijednost  {\displaystyle G\cdot M} konstantna i jednaka je umnošku Zemljinog polumjera (6 371 000 m)  i gravitacijske akceleracije Zemlje (9,80665 m/s2).
U geostacionarnoj orbiti vrijednosti prividne gravitacijske sile i centrifugalne sile su jednake:
{\displaystyle r_{1}=(g_{0}\cdot r_{0}^{2}/\omega ^{2})^{1/3}} jer znamo da vrijedi {\displaystyle G\cdot M/r_{1}^{2}=\omega ^{2}\cdot r_{1}}, iz čega se može izračunati polumjer geostacionarne orbite r1, koji iznosi 35 786 km. Slično se može izračunati i za druge planete ili satellite.
Ako promatramo umjetni satelit u geostacionarnoj orbiti, bilo koji predmet bliži Zemlji bi padao prema Zemlji, dok bi bilo koji predmet iznad letio prema svemiru. Zbog toga bi kabel svemirskog dizala trebao biti u ravnoteži s protuutegom. Protuuteg bi mogao biti neki drugi kabel ili slično.

### Presjek kabela
Glavni tehnički problem je pronaći materijal kabela koji bi mogao držati svoju vlastitu težinu dužine 35 786 km. Za bilo koji presjek tog kabela vrijedi:
{\displaystyle \sigma \cdot dS=g\cdot \rho \cdot S\cdot dr},
gdje je:
g - prividna gravitacijska sila na polumjeru r (m·s−2),
S - presjek kabela na polumjeru r, (m2) i dS je razlika u presjeku (m2),
ρ - gustoća materijala kabela (kg·m−3).
σ – naprezanje kabela na polumjeru r (N·m−2=kg·m−1·s−2), ustvari, njegova granica elastičnosti
Ako iskoristimo gornju jednadžbu, dobivamo:
{\displaystyle \Delta \left[\ln(S)\right]{}_{r_{1}}^{r_{0}}=\rho /\sigma \cdot \Delta \left[G\cdot M/r+w^{2}\cdot r^{2}/2\right]{}_{r_{1}}^{r_{0}}}
gdje je r1 (udaljenost geostacionarne orbite) i r0 (polumjer Zemlje).
Između dvije točke na kabelu vrijedi: 
{\displaystyle \Delta \left[\ln(S)\right]=\rho /\sigma \cdot g_{0}\cdot r_{0}\cdot (1+x/2-3/2\cdot x^{1/3})}, or
{\displaystyle S_{0}=S_{1}.e^{\rho /\sigma \cdot g_{0}\cdot r_{0}\cdot (1+x/2-3/2\cdot x^{1/3})}}
gdje je: {\displaystyle x=\omega ^{2}\cdot r_{0}/g_{0}}.

### Materijal kabela
Materijal kabela bi trebao imati najmanju čvrstoću:
{\displaystyle g_{0}\cdot r_{0}=62,5\cdot 10^{6}~m^{2}s^{-2}} (ili džula po kg)
{\displaystyle \rho \approx 3\cdot 10^{3}~kg~m^{-3}} za većinu krutih materijala, tako da čvrstoća σ treba biti:
{\displaystyle \sigma \approx 300\cdot 10^{9}~kg~m^{-1}s^{-2}}
To odgovara materijalu koji bi trebao držati 30 tona, s poprječnim prerezom od jednog četvornog milimetra.
Slobodna dužina loma se može iskoristiti za usporedbu raznih materijala, a to je najmanja dužina cilindričnog kabela, kada bi se on prekinuo zbog vlastite težine, a iznosi:
{\displaystyle \Delta \left[\ln(S)\right]=\rho /\sigma \cdot g_{0}\cdot r_{0}\cdot (1+x/2-3/2\cdot x^{1/3})}, gdje je
{\displaystyle x=w^{2}\cdot r_{0}/g_{0}}

## Konstrukcija
Centrifugalna sila Zemljine rotacije omogućuje da se ostvari svemirsko dizalo. Ono bi se sastojalo uglavnom od dugačkog kabela, postolja, dizala i protuutega.

### Postolje
Postolje bi moglo biti pokretno ili nepokretno. Pokretno postolje bi mogao biti neki prekooceanski brod. Nepokretno postolje bi trebalo biti negdje na visokim planinama. Pokretno postolje ima veće mogućnosti da izbjegne jaki vjetar, oluje i svemirsko smeće.

### Kabel
Kabel svemirskog dizala treba nositi vlastitu težinu i težinu dizala. Takav materijal bi trebao imati veliki odnos između čvrstoće i mase. Tako na primjer, titanij, čelik ili aluminij bi omogućili gradnju kabela najveće dužine 20 do 30 km, prije nego puknu. Vlaknasti materijali, kao što su ugljična vlakna, omogućili gradnju kabela najveće dužine 100 do 400 km, prije nego puknu. Nanotehnologija danas bi omogućila ugljične nanocijevi ili trake grafena, koji bi omogućili gradnju kabela najveće dužine 5000 do 6000 km, prije nego puknu, ali je problem što najduži danas proizvedeni materijali su samo nekoliko milimetara dugi.

### Dizalo
Više je varijanti kako bi trebalo izgledati dizalo. Sigurno je jedino da bi se kretalo po nepokretnom kabelu, koji bi najverojatnije trebao biti plosnata traka, po kojoj se kreću kotačići dizala, uz pomoć trenja. Ako bi se dizalo kretalo brzinom oko 300 km/h, trebalo bi mu 5 dana da dostigne geostacionarnu orbitu.

### Napajanje dizala
Napajanje dizala je isto zahtijevan tehnički izazov, jer predstavlja dodatno opterećenje na kabel. Tri su glavna prijedloga:
- bežični prijenos energije (laserska zraka)
- dodatna konstrukcija (drugi kabel)
- skladištenje energije u obliku baterija[8]

### Protuuteg
Nekoliko prijedloga postoji za protuuteg:
- teški, uhvaćeni asteroid
- svemirska stanica, na većoj visini od geostacionarne orbite
- produžetak kabela